# 왕가의 계곡의 무덤 목록
다음은 고대 이집트의 도시 테베 (현 이집트 룩소르)의 왕가의 계곡과 인근 지역의 무덤 목록이다.
왕가의 계곡에 있는 모든 무덤은 번호가 매겨져 있다. 이 같은 순번 체계는 1821년 존 가드너 윌킨슨의 제안으로 확립되었다. 윌킨슨은 무덤의 위치에 따라 계곡 입구에서부터 남쪽과 동쪽 방면으로 하나씩 번호를 붙여, 당시 자신이 파악했던 총 21개의 무덤에 순번을 매겼다. 그 이후로는 발견될 때마다 새로운 번호가 붙여지고 있다.
20세기 중반부터 이집트 학자들 사이에서 각 무덤의 번호 앞에 "KV" (Kings' Valley, '왕가의 계곡'의 약자)라는 두문자를 붙여 부르기 시작했고, 이는 지금까지 유지되고 있다. 동쪽 계곡 (이스트 밸리)에 위치한 무덤에만 KV가 붙으며, 서쪽 계곡 (웨스트 밸리)의 경우에는 'WV' (West Valley)라는 약자가 대신 붙는다.

## 지도
왕가의 계곡 지도 (각 무덤 번호 표기)

## 목록
범례
- 일반인 공개[2][a]
- 일반인 접근 제한

### 이스트 밸리
왕가의 계곡에서 일반인에게 공개된 무덤은 대부분 동쪽 계곡 (이스트 밸리)에 위치해 있으며 대다수 관광객 역시 이곳을 찾는다.
발견연도란에 '고대'라 표기된 무덤은 본격적인 발굴이 시작되던 19세기 초 이전에 이미 도굴 등으로 개방되어 버린 무덤을 뜻한다.
| 번호                                                | 조성시기   | 발견연도 | 무덤 주인 (용도)    | 설명 |
| --------------------------------------------------- | ---------- | -------- | ------------------- | --- |
| KV1                                                 | 제20왕조   | 고대     | 람세스 7세          | |
| KV2                                                 | 제20왕조   | 고대     | 람세스 4세          | |
| KV3                                                 | 제20왕조   | 고대     | 불명                | |
| KV4                                                 | 제20왕조   | 고대     | 람세스 11세         | |
| KV5                                                 | 제19왕조   | 1825년   | 람세스 2세 (아들)   | 내부 석실이 총 120개에 달하며, 지금도 그 지하로 발굴조사가 계속되고 있다. 현재까지 왕가의 계곡에서 발견된 무덤 중 가장 큰 규모다. |
| KV6                                                 | 제20왕조   | 고대     | 람세스 9세          | |
| KV7                                                 | 제19왕조   | 고대     | 람세스 2세          | |
| KV8                                                 | 제19왕조   | 고대     | 메렌프타            | |
| KV9                                                 | 제20왕조   | 고대     | 람세스 5세          | '멤논의 무덤'이란 이름으로도 알려져 있다. |
| KV10                                                | 제20왕조   | 고대     | 아멘메세            | 아멘메세의 무덤으로 조성되었지만 실제로 여기에 묻혔는지에 알 수 있을 법한 흔적은 남아있지 않다. |
| KV11                                                | 제20왕조   | 고대     | 람세스 3세          | '브루스의 무덤', '하퍼의 무덤'이란 이름으로도 알려져 있다. |
| KV12                                                | 제18왕조   | 고대     | 여러 명             | 일가족의 무덤으로 사용된 것으로 추정된다. |
| KV13                                                | 제19왕조   | 고대     | 바이                | |
| KV14                                                | 제19왕조   | 고대     | 토스레트            | |
| KV15                                                | 제19왕조   | 고대     | 세티 2세            | |
| KV16                                                | 제19왕조   | 1817년   | 람세스 1세          | |
| KV17                                                | 제19왕조   | 1817년   | 세티 1세            | '벨초니의 무덤', '아피스의 무덤', '네초의 아들 프사미스의 무덤'이란 이름으로도 알려져 있다. |
| KV18                                                | 제20왕조   | 고대     | 람세스 10세         | 람세스 10세의 무덤으로 조성되기는 했으나 완공하지 못한 상태로 버려진 것으로 보인다. |
| KV19                                                | 제20왕조   | 1817년   | 람세스 8세          | |
| KV20                                                | 제18왕조   | 1799년   | 투트모세 1세        | |
| KV21                                                | 제18왕조   | 1817년   | (모 여왕)           | 무덤의 원래 주인은 알 수 없다. |
| KV22 ~ KV25는 웨스트 밸리의 무덤이다. 아래 표 참고. |            |          |                     | |
| KV26                                                | 제18왕조   | 1835년경 | 알 수 없음          | 무덤의 원래 주인은 알 수 없다. |
| KV27                                                | 제18왕조   | 1832년경 | 알 수 없음          | 무덤의 원래 주인은 알 수 없다. |
| KV28                                                | 제18왕조   | 1832년경 | 알 수 없음          | 무덤의 원래 주인은 알 수 없다. |
| KV29                                                | 알 수 없음 | 1832년경 | 알 수 없음          | 무덤의 원래 주인은 알 수 없다. 언제 지어졌는지, 규모가 어떤지도 불분명한 채로 남아 있는 유일한 무덤으로, 내부 파악을 위한 발굴조사가 2016년도에 있었다. |
| KV30                                                | 제18왕조   | 1817년   | 알 수 없음          | '벨모어 경의 무덤'으로도 알려져 있다. |
| KV31                                                | 제18왕조   | 1817년   | 알 수 없음          | 2010년~2011년 내부 구조 파악을 위한 발굴조사 과정에서 제18왕조기에 매장된 것으로 추정되는 무명의 귀족 미라 다섯 구가 발견되었다. |
| KV32                                                | 제18왕조   | 1898년   | 티아아              | |
| KV33                                                | 제18왕조   | 1898년   | 알 수 없음          | 무덤의 원래 주인은 알 수 없다. |
| KV34                                                | 제18왕조   | 1898년   | 투트모세 3세        | |
| KV35                                                | 제18왕조   | 1898년   | 아멘호테프 2세      | 이집트 제3중간기 시기에 열댓 구 가량의 미라가 이곳에 다시 안치되었다. 대부분의 미라는 관 표면에 새겨진 글귀를 통해 왕족이라는 사실이 밝혀졌다. 1994년 홍수로 침수된 이래 보존을 위해 접근이 제한되어 있다. |
| KV36                                                | 제18왕조   | 1899년   | 마이헤르프리        | 하트셉수트 치세의 귀족이 묻힌 무덤이다. |
| KV37                                                | 제18왕조   | 1899년   | 알 수 없음          | 무덤의 원래 주인은 알 수 없다. |
| KV38                                                | 제18왕조   | 1899년   | 투트모세 1세        | KV38는 제18왕조의 파라오 투트모세 1세를 다시 안치하는 데 쓰인 무덤이다. 원래는 KV20에 안치되어 있었으며, 이장 후 KV20은 투트모세 3세의 무덤으로 쓰이게 되었다. |
| KV39                                                | 제18왕조   | 1899년   | 아멘호테프 1세      | |
| KV40                                                | 제18왕조   | 1899년   | 알 수 없음          | 아멘호테프 3세 시기에 조성된 무덤으로 제22왕조기의 무덤으로도 사용되었다. |
| KV41                                                | 제18왕조   | 1899년   | 미사용              | 발견 당시 테티세리 여왕의 무덤으로 추정되었으나 별개의 무덤이라기보다는 단순 갱도라는 설도 존재한다. 내부 구조가 완전히 파악되지 않았다. |
| KV42                                                | 제18왕조   | 1900     | 메릿레하트셉수트    | 투트모세 3세의 왕비 하트셉수트메릿레의 무덤으로 지어졌으나 실제로 이곳에 묻히지 않았다. 대신 아멘호테프 2세 시기에 이르러 테베의 시장이었던 세네페르가 이곳에 묻혔다. |
| KV43                                                | 제18왕조   | 1903년   | 투트모세 4세        | |
| KV44                                                | 제18왕조   | 1901년   | 알 수 없음          | 무덤의 원래 주인은 알 수 없다. |
| KV45                                                | 제18왕조   | 1902년   | 우세르헤트          | 귀족의 무덤이다. |
| KV46                                                | 제18왕조   | 1905년   | 유야 & 튜유         | 티이 여왕의 부모가 묻힌 무덤으로, 투탕카멘의 무덤이 발견되기 전까지 왕가의 계곡에서 가장 보존 상태가 좋은 무덤으로 꼽혔다. |
| KV47                                                | 제19왕조   | 1905년   | 십타                | |
| KV48                                                | 제18왕조   | 1906년   | 아메네미페트        | |
| KV49                                                | 제18왕조   | 1906년   | 창고                | 창고로 쓰인 것으로 추정된다. |
| KV50                                                | 제18왕조   | 1906년   | 애완동물            | 동물 미라가 발견된 무덤으로, 아멘호테프 2세의 무덤과 가까운 것으로 미뤄보아 그의 애완동물을 묻은 곳으로 추정된다. |
| KV51                                                | 제18왕조   | 1906년   | 애완동물            | 동물 미라가 발견된 무덤으로, 아멘호테프 2세의 무덤과 가까운 것으로 미뤄보아 그의 애완동물을 묻은 곳으로 추정된다. |
| KV52                                                | 제18왕조   | 1906년   | 애완동물            | 동물 미라가 발견된 무덤으로, 아멘호테프 2세의 무덤과 가까운 것으로 미뤄보아 그의 애완동물을 묻은 곳으로 추정된다. |
| KV53                                                | 제18왕조   | 1906년   | 알 수 없음          | 무덤의 원래 주인은 알 수 없다. |
| KV54                                                | 제18왕조   | 1907년   | 시신 보존용 은닉처  | 투탕카멘의 무덤 조성 과정에서 시신 보존을 위한 은닉처로 쓰인 것으로 추정된다. |
| KV55                                                | 제18왕조   | 1907년   | 세멘헤카레 아크나텐 | 미라 은닉처였다는 설이 제기되고 있으며, 아마르나 시대의 왕족 (티이와 세멘헤카레, 아크나텐)의 무덤으로 쓰였을 것으로 추정된다. |
| KV56                                                | 제19왕조   | 1908년   | 알 수 없음          | '황금 무덤'이란 이름으로도 알려져 있다. 무덤의 원래 주인은 알 수 없다. 내부에서 람세스 2세, 세티 2세, 토스레트의 이름이 새겨진 유물이 발견되었다. |
| KV57                                                | 제18왕조   | 1908년   | 호렘헤브            | 1994년 홍수로 침수된 이래 보존을 위해 폐쇄됐다. |
| KV58                                                | 제18왕조   | 1909년   | 알 수 없음          | '마차의 무덤'이란 이름으로도 열려져 있다. 무덤의 원래 주인은 알 수 없다. 투탕카멘과 아이의 이름이 새겨진 금박이 발견되었다. |
| KV59                                                | 알 수 없음 | 1885년경 | 미사용              | 무덤으로 사용된 흔적이 없다. |
| KV60                                                | 제18왕조   | 1903년   | 시트레 인           | 하트셉수트 여왕의 유모였던 시트레 인의 미라가 안치되었다. 같은 무덤에서 발견된 또다른 미라는 하트셉수트 본인일 것으로 추정되나 DNA 검사로 입증되지는 못했다. |
| KV61                                                | 알 수 없음 | 1910년   | 미사용              | 무덤으로 사용된 흔적이 없다. |
| KV62                                                | 제18왕조   | 1922년   | 투탕카멘            | 투탕카멘의 무덤으로, 고고학 역사상 가장 유명한 순간으로 일컬어지는 1922년 11월 4일 하워드 카터의 발굴이 이뤄진 현장이다. 내부 정리와 조사 작업 자체는 1932년까지 진행되었다. 도굴범의 침입을 피하지는 못했으나 부장품이 거의 온전히 발견된 최초의 왕릉이었으며, 이후 수십년간 왕가의 계곡에서 최후로 발견된 무덤으로 남아 있었다. |
| KV63                                                | 제18왕조   | 2005년   | 창고                | 처음에는 왕릉으로 추정되었으나, 지금은 미라 보존처리를 위한 창고실이라는 설이 유력하게 받아들여지고 있다. |
| KV64                                                | 제18왕조   | 2011년   | 네메스바스테트      | 여사제의 무덤으로 2011년 1월에 발견되었다. 2012년에 발굴 조사가 이뤄졌는데 제18왕조와 제22왕조 시기에 사용된 것으로 판명났다. 무덤 주인인 네흐메스바스테트는 제22왕조 시기의 사람이다. |

### 웨스트 밸리
서쪽 계곡 (웨스트 밸리)의 무덤수는 총 5곳에 불과하다. 순번은 동쪽 계곡과 마찬가지로 발견된 순서로 매겨지고 있다.
| 숫자 | 기간     | 발견     | 대상           | 코멘트 |
| ---- | -------- | -------- | -------------- | --- |
| WV22 | 제18왕조 | 1799년   | 아멘호테프 3세 | 아멘호테프 3세의 미라가 안치된 곳이었으나 심하게 손상되어 나중에 무덤에서 옮겨졌으며, 스멘데스 재위 13년에 복구하였으나 결국 KV35에 숨겨둔 채로 발견되었다. 첫 발견 이후 1990년대에 한차례 더 발굴되었지만 일반에 공개되지는 않고 있다. |
| WV23 | 제18왕조 | 1816년   | 아이           | 제18왕조기 파라오였던 아이 (Ay)의 무덤이다. KV58에서 발견된 부장품은 투탕카멘보다 아이의 이름이 새겨진 것이 더 많은데 원래 WV23에 묻혀 있었을 가능성이 존재한다. 서쪽 계곡에서 일반에 공개되는 유일한 무덤이다.                         |
| WV24 | 제18왕조 | 1832년경 | 알 수 없음     | 고위 귀족의 무덤으로 조성되었으나 미완성된 것으로 추정되는 무덤이다. WV23, WVA의 사례처럼 왕릉의 부장품 중에서 공간이 부족해 남은 것을 묻은 창고였을 가능성도 존재한다.                                                                 |
| WV25 | 제18왕조 | 1817년   | 알 수 없음     | 아크나텐의 무덤으로 조성이 시작된 것으로 보이지만 미완성된 채로 남았다. |
| KV65 | 18왕조   | 2018년   | 알 수 없음     | 2018년에 발견된 미완성 무덤의 입구이다. |
| WVA  | 18왕조   | 1845년   | 창고           | 인근에 위치한 아멘호테프 3세 무덤의 창고용으로 조성됐다. |

## 같이 보기
- 여왕의 계곡의 무덤 목록
- 테베 매핑 프로젝트